# BGLB培地
BGLB培地（ビージーエルビーばいち、ブリリアント･グリーン乳糖ブイヨン培地）とは微生物学において大腸菌群の検査に用いられる培地である。

## 概要
本培地は大腸菌群の一次試験として用いられる液体培地である。加温溶解した本培地をダーラム管を入れた試験管に分注した後、高圧蒸気滅菌する。
冷却後、試料を接種し培養する。
試料中に大腸菌群が存在すれば乳糖を発酵してガスを産生するため、ダーラム管内にガスが溜まる。また、乳酸が産生されるため液性が酸性に傾き、液色が本来の緑色から黄緑色～黄色に変化する。
なお、大腸菌群の検査には同様の使い方をする培地として乳糖ブイヨン（LB）培地があるが、BGLB培地はブリリアントグリーン及び胆汁の作用でグラム陽性菌の発育を阻害し、胆汁により大腸菌群の発育を促進する。

## 用途
主に食品中などの大腸菌群試験に用いられ、衛生試験法注解、食品衛生検査指針、乳および乳製品の成分規格等に関する省令（乳等省令）、食品添加物等の規格基準、上水試験方法など各種の公定法に採用されている。